# جی‌فورس سری ۳۰
جی‌فورس سری ۳۰ (انگلیسی: GeForce 30 series) مجموعه‌ای از پردازنده‌های گرافیکی است که توسط انویدیا گسترش داده شده و به عنوان جانشین سری قبلی تحت عنوان جی‌فورس سری ۲۰ تلقی می‌گردد. این مجموعه، بر پایهٔ ریزمعماری آمپر تولید و مجهز به رهگیری پرتو نسل جدید و همچنین نسل سوم تنسور هستند. جی‌فورس سری ۳۰ در حقیقت برای رقابت با مجموعه رادئون آر ایکس سری ۶۰۰۰ ای‌ام‌دی طراحی شده‌است و آخرین نسل از واحد پردازش گرافیکی انویدیا محسوب می‌شوند که پشتیبانی رسمی از ویندوز ۷ و ۸ را به همراه دارد چرا که جدیدترین درایورهای منتشرشده از جانب انویدیا برای این نسل، نیازمند مجهز بودن رایانه به ویندوز ۱۰ می‌باشد.
روز ۱۷ سپتامبر ۲۰۲۰ مصادف با عرضه رسمی کارت گرافیک RTX 3080 بود. فقدان قابلیت پیش‌سفارش و تقاضای بالا در کنار دنیاگیری کووید-۱۹ مشکلات بسیاری را رقم زد. انویدیا روز بعد در قالب بیانه‌ای از مشکلات فروشگاه آنلاین خود به دلیل ترافیک بسیار بالا در روز راه‌اندازی که باعث از کار افتادن آن شده بود عذرخواهی کرد. در ۲ اکتبر، انویدیا اعلام کرد که عرضه کارت‌های RTX 3070 را دو هفته به تعویق می‌اندازد تا در دسترس بودن آن را تضمین نماید. در ۵ اکتبر، جن سون هوانگ مدیر عامل انویدیا، تاخیرهایی را به دلیل کمبود عرضه اعلام کرد که طبق اظهارات وی انتظار می‌رفت تا سال ۲۰۲۱ ادامه داشته باشد. در ۹ اکتبر شرکت اعلام کرد که تمام کارت‌های گرافیک فندرز ادیشن (اصطلاح فانتزی انویدیا برای کارت‌های مرجعی است که در هنگام معرفی هر چیپ جدید، برد آنها نیز توسط خود انویدیا طراحی و روانه بازار می‌شود) در ایالات متحده به‌طور موقت از طریق بست بای فروخته می‌شوند و در کنار این موضوع، فروشگاه آنلاین رسمی نیز برای بهبود تجربه خرید، ارتقا خواهد یافت.
در اوایل دسامبر، انویدیا، فقدان عرضهٔ مکفی را با کمبود ویفر سامسونگ مرتبط دانست. فقدان کارت‌های سری RTX 30 در بازار تا سال ۲۰۲۱ ادامه داشت و همچنان نیز (از زمان عرضه رسمی تاکنون) ادامه داشته‌است. در تلاش برای محدود کردن خرید توسط استخراج‌کنندگان رمزارز، انویدیا در فوریه اعلام کرد که کارت‌های RTX 3060 می‌توانند الگوریتم‌های استخراج رمزارز اتریوم را شناسایی و نرخ هش را به نصف کاهش دهند. اندکی پس از انتشار، انویدیا در یک اشتباه و به‌طور تصادفی، یک بروزرسانی درایور را منتشر کرد که عملاً سبب غیرفعال شدن این توانایی گردید.
در ماه مارس، تک‌ریدار گزارش داد که کمبودها می‌تواند تا سه ماههٔ سوم سال ادامه داشته باشد که طبق این گزارش، کمبود جهانی حافظه GDDR6 در کنار خریداری نسخه‌های عرضه‌شده توسط استخراج‌کنندگان رمزارز از مهم‌ترین دلایل بوده‌اند. انویدیا در ۱۸ مه ۲۰۲۱ اس‌کی‌یو‌های (یک نوع متمایز از اقلام برای فروش) جدید از محصولات RTX 3080، RTX 3070، RTX 3060 را به‌طور رسمی معرفی کرد که می‌توانستند نرخ استخراج هش الگوریتم Ethash (اتاش) را کاهش داده و محدود کنند. انویدیا همچنین RTX 3080 TI را در ۳ ژوئن و RTX 3070 TI را یک هفته بعد در ۱۰ ژوئن منتشر کرد که هر دو نسخه، شامل توانایی محدود کردن نرخ هش استخراج ارز دیجیتال بودند.